# Castellane (tổng)
Tổng Castellane là một tổng ở tỉnh Alpes-de-Haute-Provence trong vùng Provence-Alpes-Côte d'Azur.
Tổng này được tổ chức xung quanh Castellane ở quận Castellane. Độ cao từ 568 m (Rougon) đến 1 900 m (Rougon) với độ cao trung bình là 948 m.

## Hành chính
| Giai đoạn | Ủy viên        | Đảng | Tư cách |
| --------- | -------------- | ---- | ------- |
| 2004-2010 | Gilbert Sauvan |      |         |

## Các đơn vị hành chính
Tổng Castellane gồm 7 xã với dân số 2 082 người (điều tra năm 1999, dân số không tính trùng)
| Xã                     | Dân số | Mã bưu chính | Mã insee |
| ---------------------- | ------ | ------------ | -------- |
| Castellane             | 1 508  | 04120        | 04039    |
| Demandolx              | 94     | 04120        | 04069    |
| La Garde               | 56     | 04120        | 04092    |
| Peyroules              | 136    | 04120        | 04148    |
| Rougon                 | 85     | 04120        | 04171    |
| Saint-Julien-du-Verdon | 108    | 04170        | 04183    |
| Soleilhas              | 95     | 04120        | 04210    |

## Thông tin nhân khẩu
| 1962                                                     | 1968  | 1975  | 1982  | 1990  | 1999  |
| -------------------------------------------------------- | ----- | ----- | ----- | ----- | ----- |
| 1 505                                                    | 1 598 | 1 630 | 1 821 | 1 905 | 2 082 |
| Nombre retenu à partir de 1962 : dân số không tính trùng |       |       |       |       |       |